# اشتفانی بکرت
اشتفانی بکرت (انگلیسی: Stephanie Beckert؛ زادهٔ ۳۰ مهٔ ۱۹۸۸) اسکیت‌باز سرعت اهل آلمان است.